# 根岸善雄
根岸善雄（ねぎし よしお、1939年12月10日 - 2022年1月16日）は、日本の俳人。
埼玉県羽生市出身。早稲田大学大学院商学研究科修士課程中退。水原秋桜子に師事。1973年「馬酔木」同人。公益社団法人俳人協会名誉会員。

## 著書
- 『霜晨 句集』東京美術、1982年1月
- 『青渦 句集』富士見書房、1989年9月
- 『松韻 句集』安楽城出版、2006年9月
- 『光響 根岸善雄句集』角川書店、2011年9月
- 『潺潺 句集』角川文化振興財団、2020年11月